# کوداک (تنسی)
کوداک (به انگلیسی: Kodak) یک منطقهٔ مسکونی در ایالات متحده آمریکا است که در شهرستان سویر، تنسی واقع شده‌است. کوداک ۲۷۳٫۱ متر بالاتر از سطح دریا واقع شده‌است.